# Jutta von Rosdorf
Jutta von Rosdorf (* um 1250 auf Burg Rosdorf bei Rosdorf; † nach 1305 auf Burg Schwalenberg) wurde durch ihre Ehe vor 1274 mit Graf Albrecht I. von Schwalenberg Gräfin von Schwalenberg.

## Leben
Obwohl sich über Jutta von Rosdorfs Leben nur wenige Urkunden erhalten haben, in denen sie persönlich erwähnt wird, ist sie als Stammmutter des heutigen europäischen Hochadels von einiger Bedeutung. Sie ist eine Vorfahrin des britischen Königs Charles III., des spanischen Königs Juan Carlos I., des belgischen Königs Philippe und der niederländischen Königin Beatrix.
Sie war eine Tochter Konrads von Rosdorf, der zwischen 1240 und 1248 urkundlich nachweisbar ist und als Graf von Rosdorf für das Erzbistum Mainz amtierte. Konrads Vater, Juttas Großvater Helmbold von Rosdorf (Helmboldus de Rostorp), war 1213 im damaligen Hessengau Zeuge und Garant des vom Mainzer Erzbischof Siegfried II. von Eppstein ausgehandelten Friedensvertrages zu Fritzlar. 1250 heiratete Hildebolds Enkeltochter Walburgis (die Ältere) von Rosdorf, Schwester Juttas, Eberhard Wolff von Gudenberg auf Burg Gudenberg im Hessengau. Walburgis und Juttas Onkel, ein Vetter ihres Vaters, Graf Conrad von Hebel (Conradus de Hebelde, comes morans in Maden) war zeitgleich Stellvertreter für den noch unmündigen Landgraf von Hessen, Heinrich I. (Hessen), als amtierender Graf in der Grafschaft Maden.
Jutta von Rosdorf wurde mit großem Pomp von den 1252 bzw. 1266 neu erworbenen Stammsitzen der Edelherren von Rosdorf, Burg Hardeg in der Grafschaft Hardegsen und Burg Moringen in der Grafschaft Moringen, in die Grafschaft Schwalenberg geleitet, um auf Burg Schwalenberg Graf Albrecht I., Sohn von Graf Volkwin IV. (Schwalenberg), Erbauer der neuen Burg Schwalenberg, zu heiraten. Ihr Ehemann Graf Albrecht I. bezeichnete sich in Urkunden als „dei gratia Comite de Swalenbergh“, als Graf von Gottes Gnaden, ein Terminus, den bis dato nur Kaiser und Könige benutzt hatten. Das zeugt von einigem Standesbewusstsein. Dennoch kam Graf Albrecht I. die reiche Mitgift seiner Frau Jutta, mit der sie durch ihre Brüder, die Edelherren Ludwig II. von Rosdorf, Dethard I. und Conrad von Rosdorf zu Hardegsen ausgestattet wurde, sehr gelegen. Das zeigt u. a. die Veräußerung des Zehnten zu Diemarden aus dieser Mitgift an den Erzbischof von Mainz Gerhard II. von Eppstein im Jahr 1297.
Neben ihrer Hauptrolle als Lieferantin eines Stammhalters liegt Jutta von Rosdorfs Bedeutung für das Haus Schwalenberg darin, der durch erste Teilungen finanziell bereits geschwächten Grafschaft neue finanzielle Ressourcen aus dem reichen Rosdorfer Grundbesitz und Vermögen zugeführt zu haben. Folglich durfte Juttas Ehemann 1294/95 in jener denkwürdigen Urkunde des Paderborner Bischofs Graf Otto von Rietberg als Spitzenzeuge fungieren, mit welcher der Bischof den Edelherren von Rosdorf den rechtmäßigen Erwerb der Burg-Grafschaft Moringen nebst Kirchenpatronat vom Bistum Paderborn als Allod bestätigte. Dieser Urkunde kommt mit Bezug auf die spätere ungesetzliche Usurpation der Herrschaft Rosdorf-Hardegsen-Moringen juristische Bedeutung zu, da sich die Behauptung Herzog Ottos des Quaden, diese sei Braunschweiger Lehen gewesen, als Lüge entpuppt und die drei damit im Zusammenhang stehenden Urkunden damit als nachträgliche Fälschungen, die gleichwohl von Sudendorf in sein Urkundenbuch übernommen wurden.

## Nachkommen
Urkundlich nachweisbar sind fünf Söhne und drei Töchter aus der Ehe von Gräfin Juttas mit Graf Albrecht I. von Schwalenberg:
A) Kinder:
- 1. Heinrich II. Graf von Schwalenberg (um 1280–1349)

Er war verheiratet mit Gräfin Elisabeth von Kleve und Gräfin Mechthild von Rietberg. Heinrich hatte zehn Kinder, was Jutta von Rosdorf zur mehr als zehnfachen Großmutter macht. Details unter Enkelkinder.
- 2. Gunter Graf von Schwalenberg (um 1275–nach 1310) Domherr und Kanoniker zu Minden
- 3. Konrad Graf von Schwalenberg (um 1275–1297) – benannt nach Juttas Vater Conrad von Rosdorf
- 4. Albrecht II. Graf von Schwalenberg (um 1280–1317)
- 5. Ludwig Graf von Schwalenberg (um 1277–1298) – benannt nach Juttas Bruder Ludwig II. von Rosdorf
- 6. Jutta von Schwalenberg (–1305) – benannt nach der Mutter
- 7. Irmgard von Schwalenberg (–1308) verheiratet mit Edelherr Gottschalk von Plesse
- 8. Luitgard von Schwalenberg (um 1285–nach 1340) verheiratet mit Graf Hermann von Pyrmont aus einer Schwalenberger Nebenlinie

B) Enkelkinder:
von den Kindern ihres Sohnes, Graf Heinrich II. von Schwalenberg, waren geistlich:
- 1. Jutta von Schwalenberg (–1357) erst Nonne, dann Äbtissin von Gandersheim
- 2. Heinrich III. Graf von Schwalenberg (–nach 1369), Domherr und Kanoniker zu Braunschweig
- 3. Irmgard von Schwalenberg (–1358) war erst Nonne in Mariensee, dann in Gandersheim
- 4. Wilbergis von Schwalenberg (–1329) war Nonne in Mariensee

verheiratet waren:
- 1. Elisabeth von Schwalenberg mit Aschwin von Steinberg (Adelsgeschlecht)
- 2. Mechthild von Schwalenberg mit Johann von Brobeck Erbburgmann auf der Kugelsburg
- 3. Helena von Schwalenberg mit Edelherr Konrad V. von Schöneberg (Adelsgeschlecht)
- 4. Jutta von Schwalenberg (–1386) mit Dietrich IV. von Volmestein

## Stammbaum-Zuordnung
Dass Jutta von Rosdorf lebte und mit Graf Albert I. von Schwalenberg verheiratet war, gilt als erwiesen. Ihre familiäre Zuordnung ist dagegen unnötigerweise umstritten.
In Tafel 87 seiner Europ. Stammtafeln führt Detlev Schwennicke Jutta von Rosdorf (die Ältere) als Tochter Konrads von Rosdorf. Erwin Steinmetz dagegen ordnet Jutta von Rosdorf (die Ältere) in seinem Stammbaum-Schema als Tochter Dethards von Rosdorf ein.
Frederik D. Tunnat, der sich inhaltlich Schwennicke anschließt, verweist in seinen Aufsätzen über die Rosdorfer auf die neu übersetzte Urkunde über den Erwerb Moringens im Staatsarchiv Münster, Fürstentum Paderborn Nr. 323, während sich Steinmetz auf die fehlerhafte und lückenhafte Urkunde Westf. UB IV. Nr. 2595 bezieht. Steinmetz’ Schlussfolgerungen im Aufsatz von 1982 sind somit weitgehend falsch, sowohl hinsichtlich Juttas von Rosdorf und ihrer Vorfahren, Vater wie deren Nachkommen, als auch in Bezug auf den Erwerb Moringens durch die Edelherren von Rosdorf. Diese haben Moringen rechtmäßig – ohne Unterstützung durch die Grafen von Schwalenberg wie von Steinmetz behauptet – vom Bistum Paderborn erworben, wie Bischof Otto von Rietberg ausdrücklich in besagter Urkunde bestätigt. Damit erweisen sich die Schlussfolgerungen Sudendorfs wie Steinmetz’ bezüglich der gewaltsamen Vertreibung und des anschließenden vermeintlichen Erwerbs des Eigenbesitzes der Edelherren von Rosdorf durch Herzog Otto den Quaden ebenfalls als sachlich falsch. Die diesbezüglichen beiden Urkunden im Urkundenbuch der Herzöge von Braunschweig sind plumpe Fälschungen. Entgegen der Behauptung Sudendorfs und Steinmetz’, die Rosdorfer seien kurz nach 1391 ausgestorben, weisen drei thüringisch-meißnische Urkunden von 1394 bis 1399 sowie vier hessische Lehns-Urkunden von 1428 bis 1524 nach, dass die Herren von Rosdorf nach 1379 zunächst in Thüringen als Geldgeber Herzog Balthasars von Meissen und Thüringen sowie als Käufer neuer Allode und Lehen wie Dorf und Burg Mihla auftraten und später in Hessen, teils durch neue Lehen (Burg Normannstein), teils durch Übernahme von Lehen ihrer Verwandten von Hebel, bis weit ins 16. Jahrhundert als geachtete Adlige am Hof der Landgrafen existierten.